# Національна дорога 7 (Польща)
Національна дорога 7 (пол. Droga krajowa nr 7) — автомобільна дорога національного значення в Польщі, що проходить від Жукова поблизу Гданська через Варшаву до кордону зі Словаччиною у Хижне. Є складовою міжнародного європейського шляху E77, що веде далі через Словаччину до столиці Угорщини, Будапешта. Автошлях пролягає через п'ять воєводств: Поморське, Вармінсько-Мазурське, Мазовецьке, Свентокшиське та Малопольське.

## Обмеження
На окремому відрізку шляху діють обмеження допустимого одновісного навантаження:
| Знак | Допустиме навантаження на вісь | Частина шляху                                      |
| ---- | ------------------------------ | -------------------------------------------------- |
|      | до 10 т                        | Варшава: пр-т Захисників Гродна – розв'язка «Опач» |

## Швидкісна дорога S7
Магістраль на ділянках Страшин — Наперкі (203 км), Закрочим — Чоснув (14,6 км), Ґлухув — межа Свентокшиського та Малопольського воєводств (192 км), Мислениці — Любень (16 км) та на коротших ділянках збігається зі швидкісним автошляхом S7.

## Важливі міста, через які пролягає автошлях
- Жуково (DK20)
- Гданськ (S6 E28, DK89, DK91 E75) – об'їзна Триміста S6/S7
- Новий Двур-Ґданський (DK55) – об'їзна S7
- Ельблонг (S22 E28, DK22) – об'їзна S7
- Пасленк – об'їзна S7
- Міломлин – об'їзна S7
- Оструда (DK16) – об'їзна S7
- Ольштинек (S51) – об'їзна S7
- Нідзиця – об'їзна S7
- Млава – об'їзна
- Гліноєцьк (DK60) — об'їзна
- Плонськ (DK10, DK50) – об'їзна S7
- Закрочим (DK62) – об'їзна S7
- Модлін (DK62) – об'їзна S7
- Новий-Двір-Мазовецький (DK62) – об'їзна S7
- Казунь-Новий (DK85) – об'їзна S7
- Чоснув – об'їзна S7
- Ломянкі
- Варшава (S2 E30, S8/DK8 E67, DK61, DK79)
- Рашин – об'їзна S8/S7
- Янкі (S8) – об'їзна S8/DK7
- Тарчин – об'їзна
- Груєць (DK50) – об'їзна S7
- Білобжегі (DK48) – об'їзна S7
- Єдлінськ – об'їзна S7
- Радом (DK9, DK12) – об'їзна S7
- Шидловець – об'їзна S7
- Скаржисько-Каменна (DK42) – об'їзна S7
- Сухеднюв – об'їзна S7
- Кельці (DK73, DK74) – об'їзна S7
- Хенцини – об'їзна S7
- Єнджеюв (DK78) – об'їзна S7
- Водзіслав – об'їзна S7
- Ксьонж-Великий
- Мехув – об'їзна
- Сломники — об'їзна
- Краків (A4 E40, DK44, DK79, DK94) – об'їзна
- Моґіляни – об'їзна
- Мислениці – об'їзна
- Пцим – S7
- Любень – об'їзна S7
- Скомельна-Біла (DK28) – об'їзна S7
- Рабка-Здруй (DK47) – об'їзна S7
- Яблонка
- Хижне – кордон зі Словаччиною.